# Neoperla bilineata
Neoperla bilineata är en bäcksländeart som beskrevs av Wu, C.F. och Peter Walter Claassen 1934. Neoperla bilineata ingår i släktet Neoperla och familjen jättebäcksländor. Inga underarter finns listade i Catalogue of Life.